# Holomelina trigonifera
Holomelina trigonifera là một loài bướm đêm thuộc phân họ Arctiinae, họ Erebidae.